# Gypona fusiformis
Gypona fusiformis är en insektsart som beskrevs av Walker 1858. Gypona fusiformis ingår i släktet Gypona och familjen dvärgstritar. Inga underarter finns listade i Catalogue of Life.